# Kosmos 63
Kosmos 63 – radziecki satelita telekomunikacyjny wysłany wraz z bliźniaczymi Kosmos 61 i 62. Czternasty statek typu Strzała.